# إلسا كيلي
إلسا كيلي (بالإسبانية: Elsa Kelly) هي قاضية ودبلوماسية ومحامية أرجنتينية، ولدت في 28 فبراير 1939 في بوينس آيرس في الأرجنتين.